# 一フッ化ホウ素
一フッ化ホウ素(Boron monofluoride)またはフルオロボリレン(fluoroborylene)は、1原子ずつのホウ素とフッ素からなる化合物で、化学式はBFである。不安定な気体として発見されたが、2009年には、一酸化炭素と同様に遷移金属と結合する安定した配位子になりうることが分かった。
三フッ化ホウ素に比べフッ素原子の数が少ない次ハロゲン化物である。また、ホウ素が2つの非共有電子を持つボリレンでもある。分子は14個の電子を持つので一酸化炭素や窒素分子と等電子的である。

## 構造
B-F結合長は、実験的に1.26267 Åと測定されている。一酸化炭素や窒素分子等の三重結合を持つ分子と等電子的であるが、コンピュータ計算により、真の結合次数は3よりずっと低いことが明らかとなっている。ある報告では、コンピュータで計算した結合次数は、一酸化炭素の2.6、窒素分子の3.0に対し、1.4とされた。

ルイス構造式では、BF結合は3つの形を取りうることが示される。

双極子モーメントの観点では、ホウ素より電気陰性度の高いフッ素原子が正電荷を持つという珍しい分子である。これは、ホウ素の2sp軌道が再配向し、高い電子密度となっていることで説明できる。π軌道の電子をフッ素原子に転移する逆供与は、この極性の説明には必要ない。

## 合成
気体の三フッ化ホウ素を2000℃以上に加熱し、ホウ素棒を通すことにより合成できる。液体窒素の温度（-196℃）に冷却することで凝縮できる。

## 性質
分子は、7.8 eVの解離エネルギーまたは-27.5 ± 3 kcal/molの生成熱を持つ。第一イオン化エネルギーは11.115 eV.で、ωeは1765 cm−1である。

## 反応
自身と反応し、ホウ素分子10-14個ごとにフッ素分子を含む高分子となる。
三フッ化ホウ素と反応し、四フッ化二ホウ素となる。一フッ化ホウ素と四フッ化二ホウ素はさらに反応し、五フッ化三ホウ素となる。五フッ化三ホウ素は-50℃以上では不安定で、十二フッ化八ホウ素となる。生成物は黄色油状である。
アセチレン類と反応し、1,4-ジボラシクロヘキサジエン環となる。2-ブチンと共縮合し、1,4-ジフルオロ-2,3,5,6-テトラメチル-1,4-ジボラシクロヘキサジエン環となる。また、アセチレンと1,4-ジフルオロ-1,4-ジボラシクロヘキサジエンとなる。プロペンと反応すると、一フッ化ホウ素または二フッ化ホウ素を含む、環式または非環式の化合物の混合物となる。
テトラフルオロエチレンや四フッ化ケイ素とはほぼ反応しない。アルシン、一酸化炭素、三フッ化リン、ホスフィン、三塩化リンと反応し(BF2)3B•AsH3、(BF2)3B•CO、(BF2)3B•PF3、 (BF2)3B•PH3、(BF2)3B•PCl3のような付加物を作る。
酸素、塩素、二酸化窒素とは、各々以下のように反応する。
- BF + O2 → OBF + O
- BF + Cl2 → ClBF + Cl
- BF + NO2 → OBF + NO

## 配位子
遷移金属への配位子としての一フッ化ホウ素は、2009年に(C5H5)2Ru2(CO)4(μ-BF)で最初に見つけられた。一フッ化ホウ素は2つのルテニウム原子のどちらにも結合する架橋配位子となっている。
VidovicとAldridgeは、NaRu(CO)2(C5H5)と(Et2O)BF3を反応させた。ここで、一フッ化ホウ素は付加されたものではなく、その場で形成されたものである。
1968年、四フッ化二ホウ素とペンタカルボニル鉄の反応で、Fe(BF)(CO)4が生成するとの主張がなされたが、再現されていない。
鉄の蒸気を四フッ化二ホウ素及び三フッ化リンと反応させると、(PF3)4FeBFが生成した。ハフニウム、トリウム、チタン、ジルコニウムは6Kという低温で金属元素と三フッ化ホウ素を反応させることで、BF配位子を持つ二フッ化物を形成する。末端配位子としてBFを持ち、完全な性質が最初に解明された分子は、DranceとFigueroaにより、2019年に合成された。
一フッ化ホウ素は一酸化炭素と等電子的であるため、金属カルボニルと似たような化合物を作る。2つか3つの金属原子を架橋する（μ2及びμ3）ことも予測されている。配位子としてのBFの研究は、遊離状態での不安定性のため難しい。